# Jinjiang (häradshuvudort i Kina, Hainan)
Jinjiang (kinesiska: 金江, 澄迈县) är en häradshuvudort i Kina. Den ligger i provinsen Hainan, i den södra delen av landet, omkring 49 kilometer sydväst om provinshuvudstaden Haikou. Antalet invånare är 467 161. Befolkningen består av 210 179 kvinnor och 256 982 män. Barn under 15 år utgör 21,0 %, vuxna 15-64 år 68 %, och äldre över 65 år 9,0 %.
Runt Jinjiang är det ganska tätbefolkat, med 199 invånare per kvadratkilometer. Jinjiang är det största samhället i trakten. I omgivningarna runt Jinjiang växer huvudsakligen savannskog.
Genomsnittlig årsnederbörd är 2 382 millimeter. Den regnigaste månaden är juli, med i genomsnitt 350 mm nederbörd, och den torraste är januari, med 21 mm nederbörd.